# 1692
Portal Geschichte | Portal Biografien | Aktuelle Ereignisse | Jahreskalender | Tagesartikel

◄ |
16. Jahrhundert |
17. Jahrhundert
| 18. Jahrhundert | ►

◄ |
1660er |
1670er |
1680er |
1690er
| 1700er | 1710er | 1720er | ►

◄◄ |
◄ |
1688 |
1689 |
1690 |
1691 |
1692
| 1693 | 1694 | 1695 | 1696 | ► | ►►
Staatsoberhäupter  · Nekrolog   · Musikjahr
| Januar | Januar | Januar | Januar | Januar | Januar | Januar | Januar |
| Kw     | Mo     | Di     | Mi     | Do     | Fr     | Sa     | So     |
| ------ | ------ | ------ | ------ | ------ | ------ | ------ | ------ |
| 1      |        | 1      | 2      | 3      | 4      | 5      | 6      |
| 2      | 7      | 8      | 9      | 10     | 11     | 12     | 13     |
| 3      | 14     | 15     | 16     | 17     | 18     | 19     | 20     |
| 4      | 21     | 22     | 23     | 24     | 25     | 26     | 27     |
| 5      | 28     | 29     | 30     | 31     |        |        |        |

| Februar | Februar | Februar | Februar | Februar | Februar | Februar | Februar |
| Kw      | Mo      | Di      | Mi      | Do      | Fr      | Sa      | So      |
| ------- | ------- | ------- | ------- | ------- | ------- | ------- | ------- |
| 5       |         |         |         |         | 1       | 2       | 3       |
| 6       | 4       | 5       | 6       | 7       | 8       | 9       | 10      |
| 7       | 11      | 12      | 13      | 14      | 15      | 16      | 17      |
| 8       | 18      | 19      | 20      | 21      | 22      | 23      | 24      |
| 9       | 25      | 26      | 27      | 28      | 29      |         |         |

| März | März | März | März | März | März | März | März |
| Kw   | Mo   | Di   | Mi   | Do   | Fr   | Sa   | So   |
| ---- | ---- | ---- | ---- | ---- | ---- | ---- | ---- |
| 9    |      |      |      |      |      | 1    | 2    |
| 10   | 3    | 4    | 5    | 6    | 7    | 8    | 9    |
| 11   | 10   | 11   | 12   | 13   | 14   | 15   | 16   |
| 12   | 17   | 18   | 19   | 20   | 21   | 22   | 23   |
| 13   | 24   | 25   | 26   | 27   | 28   | 29   | 30   |
| 14   | 31   |      |      |      |      |      |      |

| April | April | April | April | April | April | April | April |
| Kw    | Mo    | Di    | Mi    | Do    | Fr    | Sa    | So    |
| ----- | ----- | ----- | ----- | ----- | ----- | ----- | ----- |
| 14    |       | 1     | 2     | 3     | 4     | 5     | 6     |
| 15    | 7     | 8     | 9     | 10    | 11    | 12    | 13    |
| 16    | 14    | 15    | 16    | 17    | 18    | 19    | 20    |
| 17    | 21    | 22    | 23    | 24    | 25    | 26    | 27    |
| 18    | 28    | 29    | 30    |       |       |       |       |

| Mai | Mai | Mai | Mai | Mai | Mai | Mai | Mai |
| Kw  | Mo  | Di  | Mi  | Do  | Fr  | Sa  | So  |
| --- | --- | --- | --- | --- | --- | --- | --- |
| 18  |     |     |     | 1   | 2   | 3   | 4   |
| 19  | 5   | 6   | 7   | 8   | 9   | 10  | 11  |
| 20  | 12  | 13  | 14  | 15  | 16  | 17  | 18  |
| 21  | 19  | 20  | 21  | 22  | 23  | 24  | 25  |
| 22  | 26  | 27  | 28  | 29  | 30  | 31  |     |

| Juni | Juni | Juni | Juni | Juni | Juni | Juni | Juni |
| Kw   | Mo   | Di   | Mi   | Do   | Fr   | Sa   | So   |
| ---- | ---- | ---- | ---- | ---- | ---- | ---- | ---- |
| 22   |      |      |      |      |      |      | 1    |
| 23   | 2    | 3    | 4    | 5    | 6    | 7    | 8    |
| 24   | 9    | 10   | 11   | 12   | 13   | 14   | 15   |
| 25   | 16   | 17   | 18   | 19   | 20   | 21   | 22   |
| 26   | 23   | 24   | 25   | 26   | 27   | 28   | 29   |
| 27   | 30   |      |      |      |      |      |      |

| Juli | Juli | Juli | Juli | Juli | Juli | Juli | Juli |
| Kw   | Mo   | Di   | Mi   | Do   | Fr   | Sa   | So   |
| ---- | ---- | ---- | ---- | ---- | ---- | ---- | ---- |
| 27   |      | 1    | 2    | 3    | 4    | 5    | 6    |
| 28   | 7    | 8    | 9    | 10   | 11   | 12   | 13   |
| 29   | 14   | 15   | 16   | 17   | 18   | 19   | 20   |
| 30   | 21   | 22   | 23   | 24   | 25   | 26   | 27   |
| 31   | 28   | 29   | 30   | 31   |      |      |      |

| August | August | August | August | August | August | August | August |
| Kw     | Mo     | Di     | Mi     | Do     | Fr     | Sa     | So     |
| ------ | ------ | ------ | ------ | ------ | ------ | ------ | ------ |
| 31     |        |        |        |        | 1      | 2      | 3      |
| 32     | 4      | 5      | 6      | 7      | 8      | 9      | 10     |
| 33     | 11     | 12     | 13     | 14     | 15     | 16     | 17     |
| 34     | 18     | 19     | 20     | 21     | 22     | 23     | 24     |
| 35     | 25     | 26     | 27     | 28     | 29     | 30     | 31     |

| September | September | September | September | September | September | September | September |
| Kw        | Mo        | Di        | Mi        | Do        | Fr        | Sa        | So        |
| --------- | --------- | --------- | --------- | --------- | --------- | --------- | --------- |
| 36        | 1         | 2         | 3         | 4         | 5         | 6         | 7         |
| 37        | 8         | 9         | 10        | 11        | 12        | 13        | 14        |
| 38        | 15        | 16        | 17        | 18        | 19        | 20        | 21        |
| 39        | 22        | 23        | 24        | 25        | 26        | 27        | 28        |
| 40        | 29        | 30        |           |           |           |           |           |

| Oktober | Oktober | Oktober | Oktober | Oktober | Oktober | Oktober | Oktober |
| Kw      | Mo      | Di      | Mi      | Do      | Fr      | Sa      | So      |
| ------- | ------- | ------- | ------- | ------- | ------- | ------- | ------- |
| 40      |         |         | 1       | 2       | 3       | 4       | 5       |
| 41      | 6       | 7       | 8       | 9       | 10      | 11      | 12      |
| 42      | 13      | 14      | 15      | 16      | 17      | 18      | 19      |
| 43      | 20      | 21      | 22      | 23      | 24      | 25      | 26      |
| 44      | 27      | 28      | 29      | 30      | 31      |         |         |

| November | November | November | November | November | November | November | November |
| Kw       | Mo       | Di       | Mi       | Do       | Fr       | Sa       | So       |
| -------- | -------- | -------- | -------- | -------- | -------- | -------- | -------- |
| 44       |          |          |          |          |          | 1        | 2        |
| 45       | 3        | 4        | 5        | 6        | 7        | 8        | 9        |
| 46       | 10       | 11       | 12       | 13       | 14       | 15       | 16       |
| 47       | 17       | 18       | 19       | 20       | 21       | 22       | 23       |
| 48       | 24       | 25       | 26       | 27       | 28       | 29       | 30       |

| Dezember | Dezember | Dezember | Dezember | Dezember | Dezember | Dezember | Dezember |
| Kw       | Mo       | Di       | Mi       | Do       | Fr       | Sa       | So       |
| -------- | -------- | -------- | -------- | -------- | -------- | -------- | -------- |
| 49       | 1        | 2        | 3        | 4        | 5        | 6        | 7        |
| 50       | 8        | 9        | 10       | 11       | 12       | 13       | 14       |
| 51       | 15       | 16       | 17       | 18       | 19       | 20       | 21       |
| 52       | 22       | 23       | 24       | 25       | 26       | 27       | 28       |
| 1        | 29       | 30       | 31       |          |          |          |          |

| Januar | Januar | Januar | Januar | Januar | Januar | Januar | Januar |
| Kw     | Mo     | Di     | Mi     | Do     | Fr     | Sa     | So     |
| ------ | ------ | ------ | ------ | ------ | ------ | ------ | ------ |
| 1      |        | 1      | 2      | 3      | 4      | 5      | 6      |
| 2      | 7      | 8      | 9      | 10     | 11     | 12     | 13     |
| 3      | 14     | 15     | 16     | 17     | 18     | 19     | 20     |
| 4      | 21     | 22     | 23     | 24     | 25     | 26     | 27     |
| 5      | 28     | 29     | 30     | 31     |        |        |        |

| Februar | Februar | Februar | Februar | Februar | Februar | Februar | Februar |
| Kw      | Mo      | Di      | Mi      | Do      | Fr      | Sa      | So      |
| ------- | ------- | ------- | ------- | ------- | ------- | ------- | ------- |
| 5       |         |         |         |         | 1       | 2       | 3       |
| 6       | 4       | 5       | 6       | 7       | 8       | 9       | 10      |
| 7       | 11      | 12      | 13      | 14      | 15      | 16      | 17      |
| 8       | 18      | 19      | 20      | 21      | 22      | 23      | 24      |
| 9       | 25      | 26      | 27      | 28      | 29      |         |         |

| März | März | März | März | März | März | März | März |
| Kw   | Mo   | Di   | Mi   | Do   | Fr   | Sa   | So   |
| ---- | ---- | ---- | ---- | ---- | ---- | ---- | ---- |
| 9    |      |      |      |      |      | 1    | 2    |
| 10   | 3    | 4    | 5    | 6    | 7    | 8    | 9    |
| 11   | 10   | 11   | 12   | 13   | 14   | 15   | 16   |
| 12   | 17   | 18   | 19   | 20   | 21   | 22   | 23   |
| 13   | 24   | 25   | 26   | 27   | 28   | 29   | 30   |
| 14   | 31   |      |      |      |      |      |      |

| April | April | April | April | April | April | April | April |
| Kw    | Mo    | Di    | Mi    | Do    | Fr    | Sa    | So    |
| ----- | ----- | ----- | ----- | ----- | ----- | ----- | ----- |
| 14    |       | 1     | 2     | 3     | 4     | 5     | 6     |
| 15    | 7     | 8     | 9     | 10    | 11    | 12    | 13    |
| 16    | 14    | 15    | 16    | 17    | 18    | 19    | 20    |
| 17    | 21    | 22    | 23    | 24    | 25    | 26    | 27    |
| 18    | 28    | 29    | 30    |       |       |       |       |

| Mai | Mai | Mai | Mai | Mai | Mai | Mai | Mai |
| Kw  | Mo  | Di  | Mi  | Do  | Fr  | Sa  | So  |
| --- | --- | --- | --- | --- | --- | --- | --- |
| 18  |     |     |     | 1   | 2   | 3   | 4   |
| 19  | 5   | 6   | 7   | 8   | 9   | 10  | 11  |
| 20  | 12  | 13  | 14  | 15  | 16  | 17  | 18  |
| 21  | 19  | 20  | 21  | 22  | 23  | 24  | 25  |
| 22  | 26  | 27  | 28  | 29  | 30  | 31  |     |

| Juni | Juni | Juni | Juni | Juni | Juni | Juni | Juni |
| Kw   | Mo   | Di   | Mi   | Do   | Fr   | Sa   | So   |
| ---- | ---- | ---- | ---- | ---- | ---- | ---- | ---- |
| 22   |      |      |      |      |      |      | 1    |
| 23   | 2    | 3    | 4    | 5    | 6    | 7    | 8    |
| 24   | 9    | 10   | 11   | 12   | 13   | 14   | 15   |
| 25   | 16   | 17   | 18   | 19   | 20   | 21   | 22   |
| 26   | 23   | 24   | 25   | 26   | 27   | 28   | 29   |
| 27   | 30   |      |      |      |      |      |      |

| Juli | Juli | Juli | Juli | Juli | Juli | Juli | Juli |
| Kw   | Mo   | Di   | Mi   | Do   | Fr   | Sa   | So   |
| ---- | ---- | ---- | ---- | ---- | ---- | ---- | ---- |
| 27   |      | 1    | 2    | 3    | 4    | 5    | 6    |
| 28   | 7    | 8    | 9    | 10   | 11   | 12   | 13   |
| 29   | 14   | 15   | 16   | 17   | 18   | 19   | 20   |
| 30   | 21   | 22   | 23   | 24   | 25   | 26   | 27   |
| 31   | 28   | 29   | 30   | 31   |      |      |      |

| August | August | August | August | August | August | August | August |
| Kw     | Mo     | Di     | Mi     | Do     | Fr     | Sa     | So     |
| ------ | ------ | ------ | ------ | ------ | ------ | ------ | ------ |
| 31     |        |        |        |        | 1      | 2      | 3      |
| 32     | 4      | 5      | 6      | 7      | 8      | 9      | 10     |
| 33     | 11     | 12     | 13     | 14     | 15     | 16     | 17     |
| 34     | 18     | 19     | 20     | 21     | 22     | 23     | 24     |
| 35     | 25     | 26     | 27     | 28     | 29     | 30     | 31     |

| September | September | September | September | September | September | September | September |
| Kw        | Mo        | Di        | Mi        | Do        | Fr        | Sa        | So        |
| --------- | --------- | --------- | --------- | --------- | --------- | --------- | --------- |
| 36        | 1         | 2         | 3         | 4         | 5         | 6         | 7         |
| 37        | 8         | 9         | 10        | 11        | 12        | 13        | 14        |
| 38        | 15        | 16        | 17        | 18        | 19        | 20        | 21        |
| 39        | 22        | 23        | 24        | 25        | 26        | 27        | 28        |
| 40        | 29        | 30        |           |           |           |           |           |

| Oktober | Oktober | Oktober | Oktober | Oktober | Oktober | Oktober | Oktober |
| Kw      | Mo      | Di      | Mi      | Do      | Fr      | Sa      | So      |
| ------- | ------- | ------- | ------- | ------- | ------- | ------- | ------- |
| 40      |         |         | 1       | 2       | 3       | 4       | 5       |
| 41      | 6       | 7       | 8       | 9       | 10      | 11      | 12      |
| 42      | 13      | 14      | 15      | 16      | 17      | 18      | 19      |
| 43      | 20      | 21      | 22      | 23      | 24      | 25      | 26      |
| 44      | 27      | 28      | 29      | 30      | 31      |         |         |

| November | November | November | November | November | November | November | November |
| Kw       | Mo       | Di       | Mi       | Do       | Fr       | Sa       | So       |
| -------- | -------- | -------- | -------- | -------- | -------- | -------- | -------- |
| 44       |          |          |          |          |          | 1        | 2        |
| 45       | 3        | 4        | 5        | 6        | 7        | 8        | 9        |
| 46       | 10       | 11       | 12       | 13       | 14       | 15       | 16       |
| 47       | 17       | 18       | 19       | 20       | 21       | 22       | 23       |
| 48       | 24       | 25       | 26       | 27       | 28       | 29       | 30       |

| Dezember | Dezember | Dezember | Dezember | Dezember | Dezember | Dezember | Dezember |
| Kw       | Mo       | Di       | Mi       | Do       | Fr       | Sa       | So       |
| -------- | -------- | -------- | -------- | -------- | -------- | -------- | -------- |
| 49       | 1        | 2        | 3        | 4        | 5        | 6        | 7        |
| 50       | 8        | 9        | 10       | 11       | 12       | 13       | 14       |
| 51       | 15       | 16       | 17       | 18       | 19       | 20       | 21       |
| 52       | 22       | 23       | 24       | 25       | 26       | 27       | 28       |
| 1        | 29       | 30       | 31       |          |          |          |          |

## Ereignisse

### Politik und Weltgeschehen

#### Pfälzischer Erbfolgekrieg

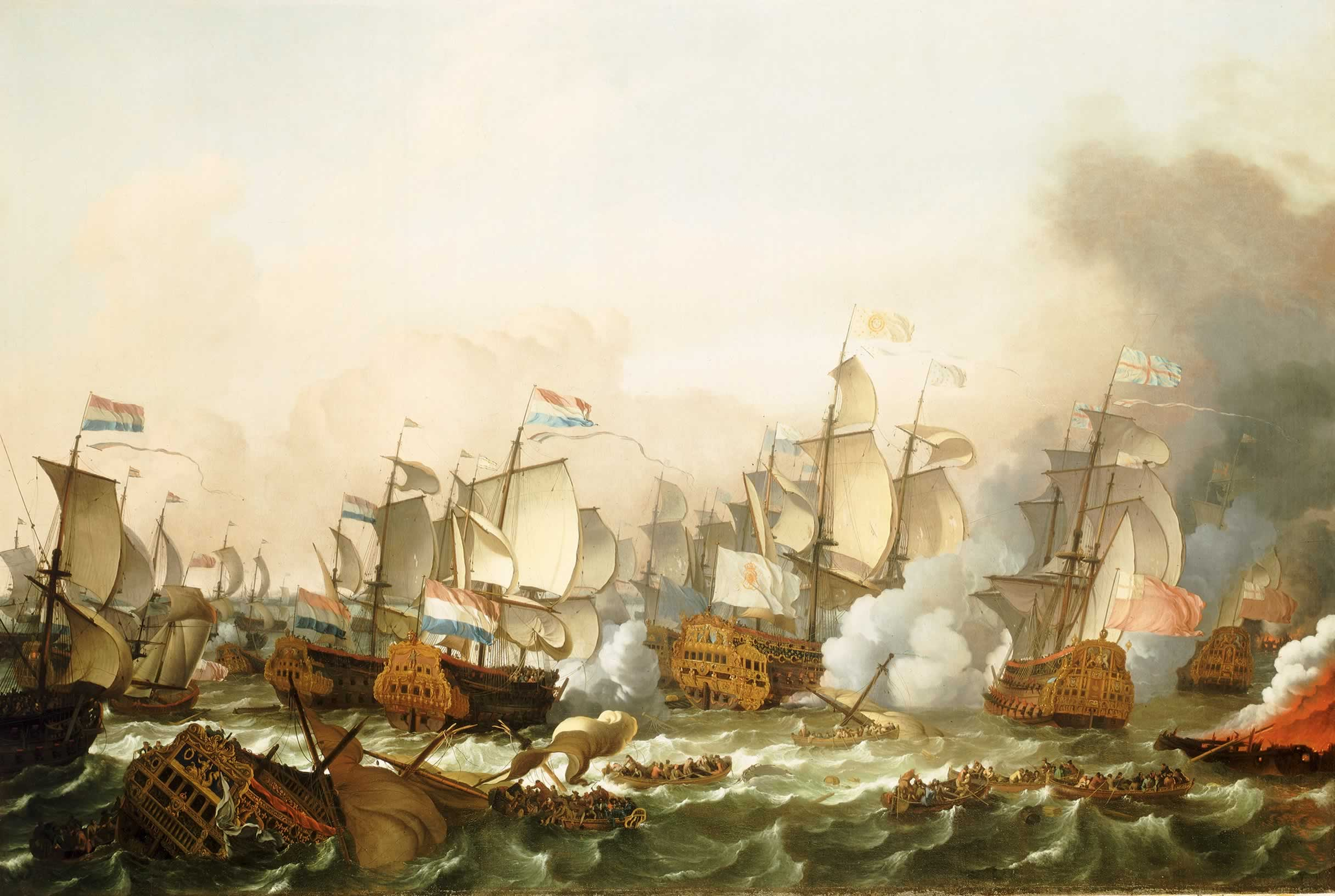
Die Schlacht von Barfleur, Ludolf Bakhuizen, 1693

- 29. Mai bis 4. Juni: Die französische Flotte wird in den Seeschlachten von Barfleur und La Hougue von den Engländern und Niederländern drastisch dezimiert. Das erste Gefecht findet in der Nähe von Barfleur statt; weitere Gefechte folgen bei Cherbourg und bei Saint-Vaast-la-Hougue auf der Halbinsel Cotentin, Normandie, Frankreich. Die Niederlage der französischen Flotte beendet die französischen Invasionspläne in England.

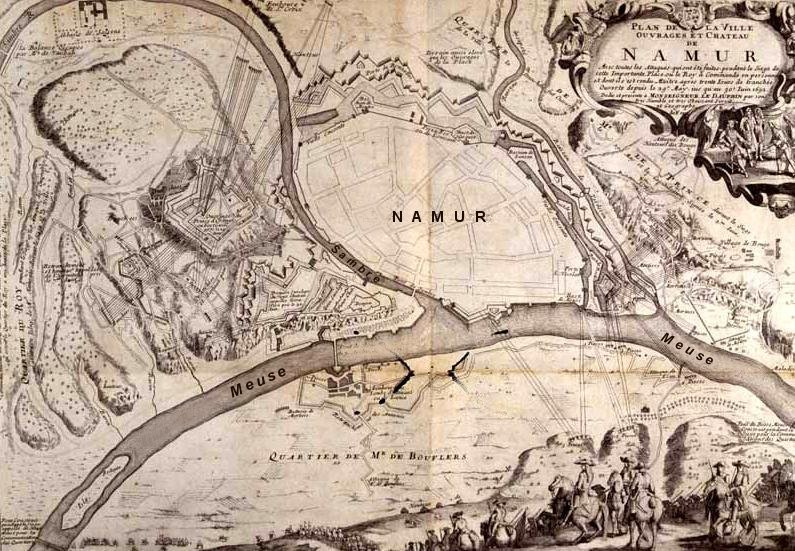
Namur während der Belagerung 1692

- 30. Juni: Französische Truppen unter François-Henri de Montmorency-Luxembourg erobern nach kurzer Belagerung Namur. Die niederländische Stadt bleibt bis 1695 in französischer Hand.
- 3. August: In der Schlacht bei Steenkerke misslingt ein alliierter Versuch unter Wilhelm III. von Oranien-Nassau im Pfälzischen Erbfolgekrieg, die französische Armee aus Flandern zu verdrängen. Vor allem die englischen Regimenter müssen einen hohen Blutzoll entrichten, ihr General Hugh Mackay wird getötet. Das vergiftet das Klima zwischen den Engländern und Holländern nachhaltig.

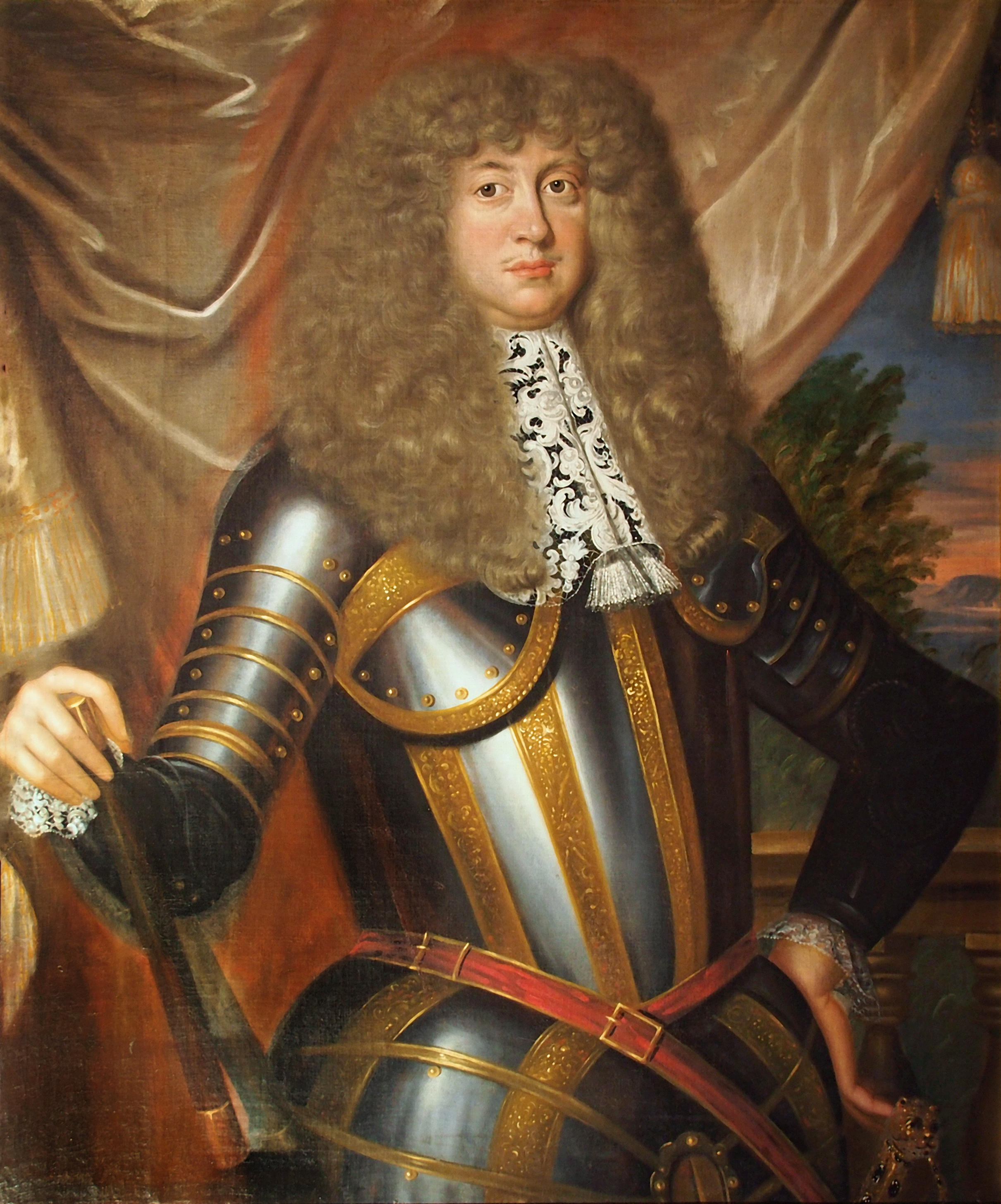
Ernst August, 1. Kurfürst von Hannover

- Herzog Ernst August von Braunschweig-Lüneburg-Calenberg wird als Belohnung für seine Waffenhilfe gegen Frankreich neunter Kurfürst im Heiligen Römischen Reich. Das Kurfürstentum Hannover entsteht durch das Zusammenfassen seiner Herrschaftsgebiete. Außerdem erhält er das Erzamt des Erzbannerträgers verliehen. Der Reichstag stimmt der Erhebung zum Kurfürsten allerdings erst 1708 zu.

#### Heiliges Römisches Reich
- 14. Juni: Im Vertrag von Wallstawe, einem Permutationsvertrag zwischen Kurfürst Friedrich III. von Brandenburg und Herzog Georg Wilhelm von Braunschweig-Lüneburg-Celle, wird die Grenzziehung zwischen dem Kurfürstentum Brandenburg und dem Herzogtum Lüneburg-Celle im Bereich nördlich der lüneburgischen Ortschaft Brome neu geregelt, wobei es auch zu einem beiderseitigen Gebietsaustausch kommt. Die brandenburgischen Exklaven Ehra, Lessien, Wiswedel, der halbe Ort Voitze mit der Kiebitzmühle sowie Grußendorf fallen an das Herzogtum Lüneburg-Celle. Das lüneburgische Dorf Nettgau, die wüsten Feldmarken von Gladdenstedt, Messien und Kleistow sowie die Wichmannsmühle bei Gladdenstedt gehen an das Kurfürstentum Brandenburg, ebenso wie die lüneburgische Exklave Wallstawe.

#### England / Schottland
- 13. Februar: Weil das Familienoberhaupt zu spät zur Eidesleistung auf den englischen König Wilhelm von Oranien nach der Niederschlagung des Jakobitenaufstandes erschienen ist, wird der schottische MacDonalds-Clan Opfer im von Truppen unter Robert Campbell of Glenlyon ausgeführten Massaker von Glencoe, bei dem über 30 Clanmitglieder sofort ums Leben kommen. 40 Frauen und Kinder sterben in der Folge im winterlichen Wetter, weil ihre Häuser niedergebrannt worden sind.

#### Amerika

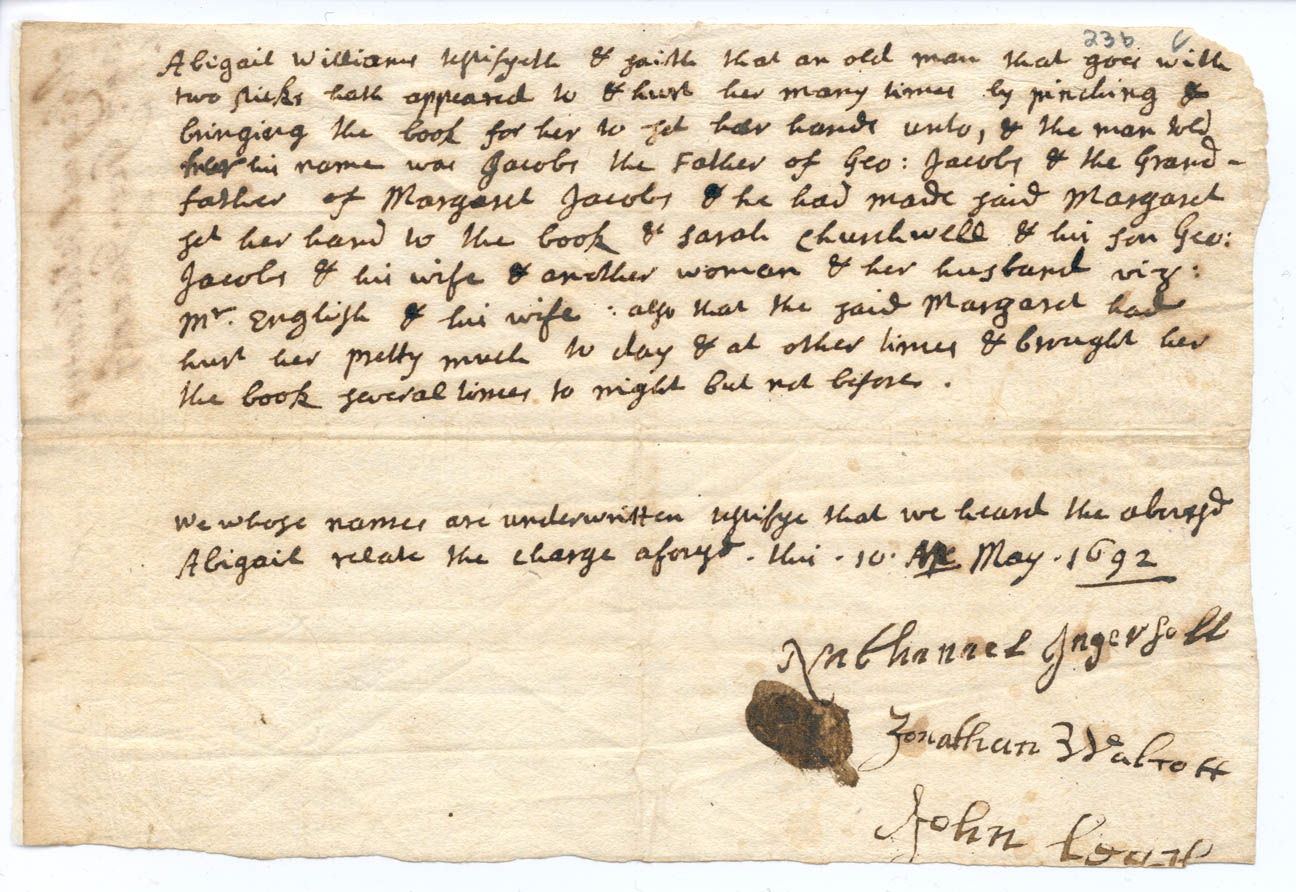
Protokoll von Abigail Williams’ Aussage beim Prozess

- 1. März bis 22. September: Die Hexenprozesse von Salem (Salem Witch Trials) bilden den Beginn einer Reihe von Verhaftungen, Anklagen und Hinrichtungen wegen Hexerei in Neuengland. Die Hexenverfolgung beginnt in dem Village Salem (heute größtenteils zu Danvers gehörend), nahe der Stadt Salem. In ihrem Verlauf werden 20 Beschuldigte hingerichtet, 55 Menschen unter Folter zu Falschaussagen gebracht, 150 Verdächtigte inhaftiert und weitere 200 Menschen der Hexerei beschuldigt. Die Anschuldigungen dehnen sich innerhalb weniger Monate auf zahlreiche umliegende Gemeinden aus. Hexenverfolgungen hat es bis dahin in den nordamerikanischen Kolonien nur vereinzelt gegeben. Auslöser ist das seltsame Verhalten der Tochter des puritanischen Gemeindepredigers und ihrer Cousine Abigail Williams, die für die Ärzte weder medizinisch noch psychologisch erklärbar sind. Der überwiegende Teil der Opfer sind arme und ältere Frauen, aber vereinzelt werden auch Männer wie der Bauer Giles Corey Opfer der unter anderem von Samuel Sewall und Thomas Danforth geführten Prozesse. Mit Dorothy Good wird sogar ein 4- oder 5-jähriges Kind angeklagt.
- Ende Mai richtet Gouverneur William Phips einen Sondergerichtshof ein, der unter dem Vorsitz von William Stoughton mehr als 20 Todesurteile fällt.
- 22. September: Die letzten Todesurteile werden vollstreckt.
- Unter der Führung von Increase Mather legen Bostoner Geistliche am 3. Oktober einen Einspruch mit dem Titel Cases of Conscience Concerning Evil Spirits ein. Darin stellt Mather fest, es sei besser, wenn zehn verdächtigte Hexen entkämen, als wenn eine unschuldige Person verurteilt werde.

### Wissenschaft und Technik
14. Mai: In der Londoner Wochenzeitung Sammlung für den Fortschritt von Landwirtschaft und Handel erscheint der erste Wetterbericht, bei dem es sich jedoch nicht um eine Vorhersage, sondern um einen Lagebericht handelt.

### Kultur
- 12. Januar: Die Uraufführung der Oper Eraclea ovvero Il ratto delle Sabbine von Giovanni Bononcini findet im Tordinona in Rom statt.

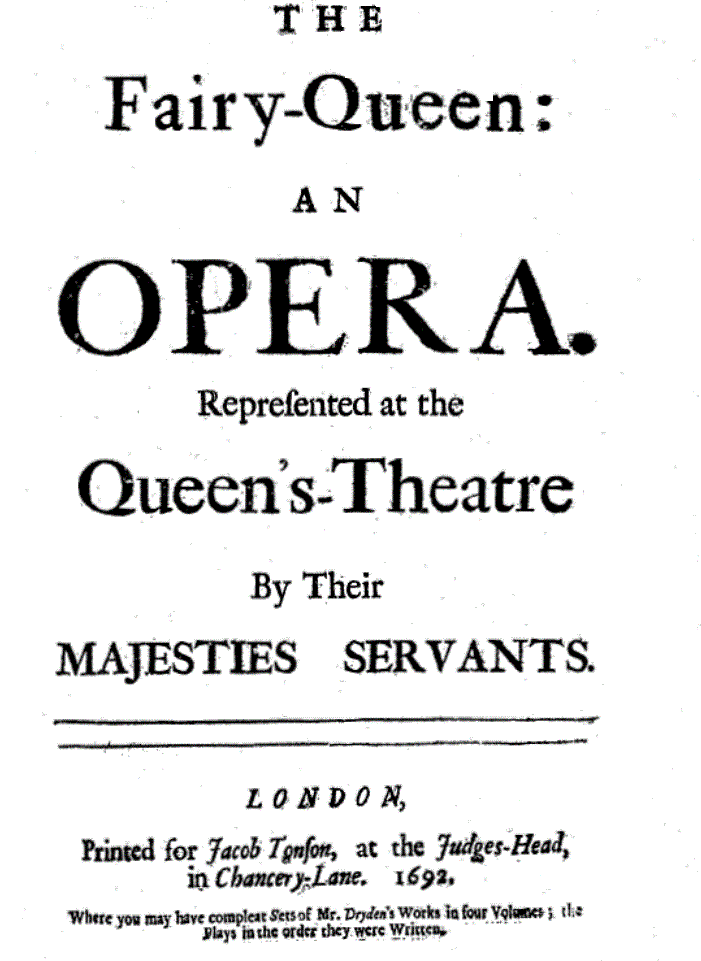
Libretto der Originalversion, Titelseite

- 2. Mai: Die Uraufführung der Masque oder Semi-Oper The Fairy-Queen von Henry Purcell erfolgt im Dorset Garden Theatre in London. Das Libretto ist eine anonyme Bearbeitung des Sommernachtstraums von Shakespeare, als Autor wird Thomas Betterton vermutet.
- Die Gründung der Akademie der bildenden Künste Wien erfolgt zunächst als Privatakademie des Hofkammermalers Peter Strudel.

### Gesellschaft
- 10. November: Die vom schwedischen König Karl XI. genehmigte Stiftung St. Petri Waisenhaus von 1692 in Bremen wird ins Leben gerufen.

### Katastrophen
- 7. Juni: Port Royal auf Jamaika wird durch ein Erdbeben und den darauf folgenden Tsunami zerstört und versinkt zum größten Teil im Meer. Rund 2.000 Menschen, fast die Hälfte der Bevölkerung, kommen bei der Katastrophe ums Leben.

## Geboren

### Erstes Halbjahr
- 07. Januar: Petrus Wesseling, deutscher Philologe und Rechtswissenschaftler († 1764)
- 22. Januar: Isabelle Charlotte von Nassau-Dietz, Fürstin von Nassau-Dillenburg († 1757)
- 27. Januar: Felizian Hegenauer, österreichischer Bildhauer (unbekanntes Todesdatum)
- 03. Februar: Farfallino (eigtl. Giacinto Fontana), italienischer Opernsänger und Kastrat († 1739)
- 16. Februar: Christian David, deutsch-mährischer Zimmerer, Gründer von Herrnhut und evangelischer Missionar der Herrnhuter Brüdergemeine († 1751)
- 18. Februar: Johann Michael Fischer, deutscher Baumeister († 1766)
- 29. Februar: John Byrom, englischer Schriftsteller († 1763)
- 14. März: Peter van Musschenbroek, niederländischer Naturwissenschaftler († 1761)
- 26. März: Jean Restout der Jüngere, französischer Maler († 1768)
- 01. April: Wilhelm, paragierter Landgraf von Hessen-Philippsthal-Barchfeld († 1761)
- 05. April: Adrienne Lecouvreur, französische Schauspielerin († 1730)
- 08. April: Giuseppe Tartini, Komponist und Violinvirtuose († 1770)
- 19. April: Wilhelm Ernst Starke, deutscher reformierter Theologe, Philologe und Kirchenlieddichter († 1764)
- 29. April: Johann Hermann von L’Estocq, russischer Chirurg und Günstling der Kaiserin Elisabeth († 1767)
- 28. Mai: Joseph Butler, englischer Bischof von Durham und Bristol († 1752)
- 000Mai: James Stirling, schottischer Mathematiker († 1770)
- 13. Juni: Joseph Highmore, britischer Maler († 1780)
- 28. Juni: Louisa Maria Theresa Stuart, schottische Prinzessin († 1712)

### Zweites Halbjahr
- 19. Juli: Friedrich Wilhelm Kettler, Herzog von Kurland und Semgallen († 1711)
- 26. Juli: Jakob Wosky von Bärenstamm, sorbischer Geistlicher, Administrator des Bistums Meißen in den Lausitzen († 1771)
- 14. August: Friedrich Anton, Fürst von Schwarzburg-Rudolstadt († 1744)
- 18. August: Louis IV. Henri de Bourbon, Fürst von Condé († 1740)
- 01. September: Egid Quirin Asam, Bildhauer, Maler und Baumeister († 1750)
- 05. September: Tharsander, das Pseudonym des evangelischen Pfarrers Georg Wilhelm Wegener († 1765)
- 11. September: Lukas Fattet, Schweizer Unternehmer und Pietist († 1751)
- 13. September: Friedrich Andreas Hallbauer, deutscher lutherischer Theologe († 1750)
- 26. September: Pietro Antonio Trezzini, Schweizer Architekt in St. Petersburg († nach  1760)
- 15. Oktober: Alessandro Kardinal Albani, italienischer Adliger († 1779)
- 25. Oktober: Elisabetta Farnese, Königin von Spanien († 1766)
- 28. Oktober: Joseph Ferdinand, Kurprinz von Bayern und Fürst von Asturien († 1699)
- 07. November: Johann Gottfried Schnabel, deutscher Schriftsteller († zwischen 1744 und 1748)
- 08. November: Laurentius Blumentrost der Jüngere, Leibarzt des russischen Zaren Peter I. und Gründer der Russischen Akademie der Wissenschaften († 1755)
- 15. November: Eusebius Amort, bayrischer Theologe († 1775)
- 04. Dezember: Ferdinand Leopold, Graf von Hohenzollern-Sigmaringen und erster Minister des Kurfürstentums Köln († 1750)

### Genaues Geburtsdatum unbekannt
- Sophie Sabina Apitzsch, deutsche Hochstaplerin († 1752)
- Robert Dinwiddie, britischer Kolonialbeamter († 1770)

## Gestorben

### Erstes Halbjahr

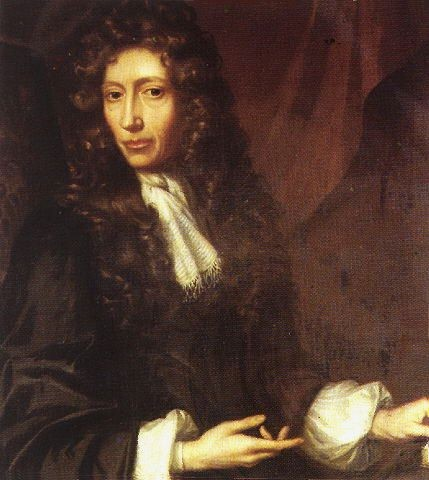
Robert Boyle

- 02. Januar: Heinrich Bacmeister, deutscher Oberjustizrat und Kammerprokurator (* 1618)
- 10. Januar: Robert Boyle, irischer Naturwissenschaftler (* 1627)
- 19. Januar: Jan Commelin, niederländischer Pflanzenhändler und Botaniker (* 1629)
- 21. Januar: Michael Walther der Jüngere, deutscher Mathematiker und lutherischer Theologe (* 1638)
- 12. Februar: Hendrik Hamel, niederländischer Seefahrer (* 1630)
- 18. Februar: Wang Fuzhi, chinesischer Philosoph, Historiker und politischer Analyst (* 1619)
- 24. Februar: Antimo Liberati, italienischer Musiktheoretiker, Sänger, Organist, Kapellmeister und Komponist (* 1617)
- 03. März: Eleonore Katharine von Pfalz-Zweibrücken-Kleeburg, Landgräfin von Hessen-Eschwege (* 1626)
- 09. März: Dominikus Dietrich, deutscher Jurist und Bürgermeister von Straßburg (* 1620)
- 14. April: Carlos de Gurrea, Statthalter der Spanischen Niederlande und Vizekönig von Katalonien (* 1634)
- 22. April: Tomás Antonio de la Cerda y Aragón, spanischer Offizier, Kolonialverwalter und Vizekönig von Neuspanien (* 1638)
- 14. Mai: Ludovica Cristina von Savoyen, savoyische Prinzessin (* 1629)
- 19. Mai: Elias Ashmole, englischer Wissenschaftler, Rechtsanwalt, Alchemist und Historiker (* 1617)
- 22. Mai: Hartwig von Stiten, Lübecker Ratsherr (* 1640)
- 21. Juni: Christian Ludwig I., Herzog von Mecklenburg-Schwerin (* 1623)

### Zweites Halbjahr
- 20. Juli: Heinrich Bach, deutscher Organist (* 1615)
- 01. August: John Carew, 3. Baronet, englischer Politiker (* 1635)
- 03. August: Hugh Mackay, schottischer General (* um 1640)
- 19. August: Maria Catharina Stockfleth, deutsche Barockdichtern (* 1634)
- 19. September: Giles Corey, Opfer der Hexenprozesse von Salem (* 1612)
- 23. September: Dorothea Hedwig von Schleswig-Holstein-Sonderburg-Norburg, Äbtissin des Stiftes Gandersheim (* 1636)
- 04. Oktober: Charles Fleetwood, englischer Soldat und Politiker (* um 1618)
- 12. Oktober: Giovanni Battista Vitali, italienischer Violinist, Sänger und Komponist (* 1632)
- 13. Oktober: Elisabeth von Baden-Durlach, deutsche Spruchdichterin (* 1620)
- 16. Oktober: Christian Albrecht, Markgraf des fränkischen Fürstentums Ansbach (* 1675)
- 23. Oktober: Alexander von Spaen, kurbrandenburgischer Generalfeldmarschall (* 1619)
- 10. November: Gédéon Tallemant des Réaux, französischer Schriftsteller (* 1619)
- 14. November: Christoph Bernhard, deutscher Komponist, Kapellmeister und Musiktheoretiker (* 1628)
- 18. November: Robert Holmes, englischer Admiral (* um 1622)
- 19. November: Georg Friedrich Fürst zu Waldeck, deutscher Generalfeldmarschall und holländischer Generalkapitän (* 1620)
- 10. Dezember: Johann Michael Strauß, deutscher lutherischer Theologe (* 1628)
- 15. Dezember: Georg Adam Struve, deutscher Jurist (* 1619)
- 16. Dezember: Antonio Carneo, venezianischer Barockmaler (* 1637)
- 18. Dezember: Veit Ludwig von Seckendorff, deutscher Gelehrter und Staatsmann (* 1626)
- 24. Dezember: Maria Antonia von Österreich, Kurfürstin von Bayern (* 1669)

### Genaues Todesdatum unbekannt
- Pietro Aquila, italienischer Maler, Zeichner und Grafiker (* um 1630)
- Edmund Ludlow, englischer Parlamentarier und General (* um 1617)